# Fender Frank Bello Bass
Frank Bello Bass je umjetnički dizajniran model električne bas-gitare po uzoru na Fender Aerodyne Jazz Bass, i stoga nema ploču na tijelu od johe, vrat je moderni "C" dizajn s hvataljkom od palisandera na kojoj je utisnuto 20. pragova. Glava vrata je crne boje i podudara se s Fender Bass Decal modelima. Ugrađena elektronika sastoji se od: Seymour Duncan Basslines dvodjelnog mageneta bliže vratu, i Cobalt Noiseless Jazz Bass jednostrukog elektromagneta bliže mostu gitare. Na tijelu gitare nalaze se dva kontrolna pota, oba za kontrolu glasnoće. Prvi za glasnoću elektromagneta bliže mostu, i drugi za elektromagnet bliže vratu gitare. Model je prepoznatljiv i po grafičkom umetku ljudske lubanje na 12 polju, standardnom starijem stilu dizajna mosta i kontrolnim potom za ton, i potu za glasnoću oba (P/J) elektromagneta.Ostale značajke uključuju Fender ili Schaller Deluxe Lite-Bass mašinice i Badass III (s mogućim provlačenjem žica kroz tijelo na most, ili klasični dizajn s tijela mosta) model mosta, malu karikaturu na stražnjem dijelu glave vrata, i potpisanu pločicu na spoju vrata s tijelom gitare. Od 2007. godine ovaj model bas-gitare proizvedi se u proizvodnoj liniji Squiera. 

## Vanjske poveznice
- "Fender Frank Bello Bass - opisni sadržaj"  Arhivirana inačica izvorne stranice od 29. prosinca 2011. (Wayback Machine)
- "Frank Bello - biografija"  Arhivirana inačica izvorne stranice od 16. travnja 2011. (Wayback Machine)